# Procephalothrix simula
Procephalothrix simula är en djurart som tillhör fylumet slemmaskar, och som beskrevs av Jirô Iwata 1952. Procephalothrix simula ingår i släktet Procephalothrix och familjen Cephalothricidae. Inga underarter finns listade i Catalogue of Life.